# Château d'Usson (Ariège)
Pour les articles homonymes, voir Château d'Usson.
Le château d'Usson (en occitan : Lo Castèl de So) est un ancien château fort, aujourd'hui ruiné, dont les vestiges se dressent sur la commune française de Rouze dans le département de l'Ariège, en région Occitanie.

## Localisation
Les vestiges du château sont situés sur un éperon rocheux au bord de l'Aude, près du hameau d'Usson-les-Bains, sur la commune de Rouze dans le terroir du Donezan,

## Historique
Situé à la frontière de la vicomté de Sault, il est mentionné pour la première fois en 1035. Ce fut le château des anciens seigneurs de So et d’Alion.
Pendant la croisade contre les albigeois, Bernard d'Alion, seigneur d'Usson et vassal du comte de Foix, bien qu'ayant fait allégeance à Simon de Montfort, il protège les cathares et en 1244 lors du siège de Montségur il envoie des soldats. Il sera condamné pour hérésie en 1258 et meurt sur le bûcher à Perpignan.
Après avoir connu les turpitudes du catharisme, puis ayant perdu tout intérêt stratégique avec l'éloignement de la frontière espagnole à la suite du traité des Pyrénées en 1659, il fut démantelé en 1638 sur ordre de Richelieu. 
Louis XIV vend le château avec le Donezan en 1711 à un puissant notable du comté de Foix, le marquis de Bonnac, qui le fera réaménager le château par l’architecte Victor Canas. En 1712 et 1713, il sera transformé en demeure. avec trois tours ajoutées. Les de Bonnac garderont leurs biens jusqu’à la Révolution où ils furent vendus.
Ses derniers propriétaires nobles seront expulsés par la Révolution qui contribuera à en faire une carrière de pierres.
Les ruines du château font l’objet d’une inscription au titre des monuments historiques par arrêté par arrêté du 16 juin 1978, modifié par arrêté du 25 avril 1996, modifié par arrêté du 18 septembre 1997.

## Description
Du château ruiné, il subsiste notamment le donjon pentagonal et une tour d'habitation.

## Musée
Les anciennes écuries datant du XVIIIe siècle reçoivent la Maison du Patrimoine du Donezan en 1999 qui présente notamment l'habitat traditionnel et des objets trouvés lors de fouilles au château.

## Valorisation du patrimoine
Après des travaux de cristallisation des ruines, puis une phase de consolidation en 2018, la tour à éperon est rendue accessible au public en 2020.
Le sentier de grande randonnée 7 (sentier européen E4) passe par Usson dans l'étape de Mirepoix à Andorre-la-Vieille ainsi que le GRP Tour de pays du Donezan.

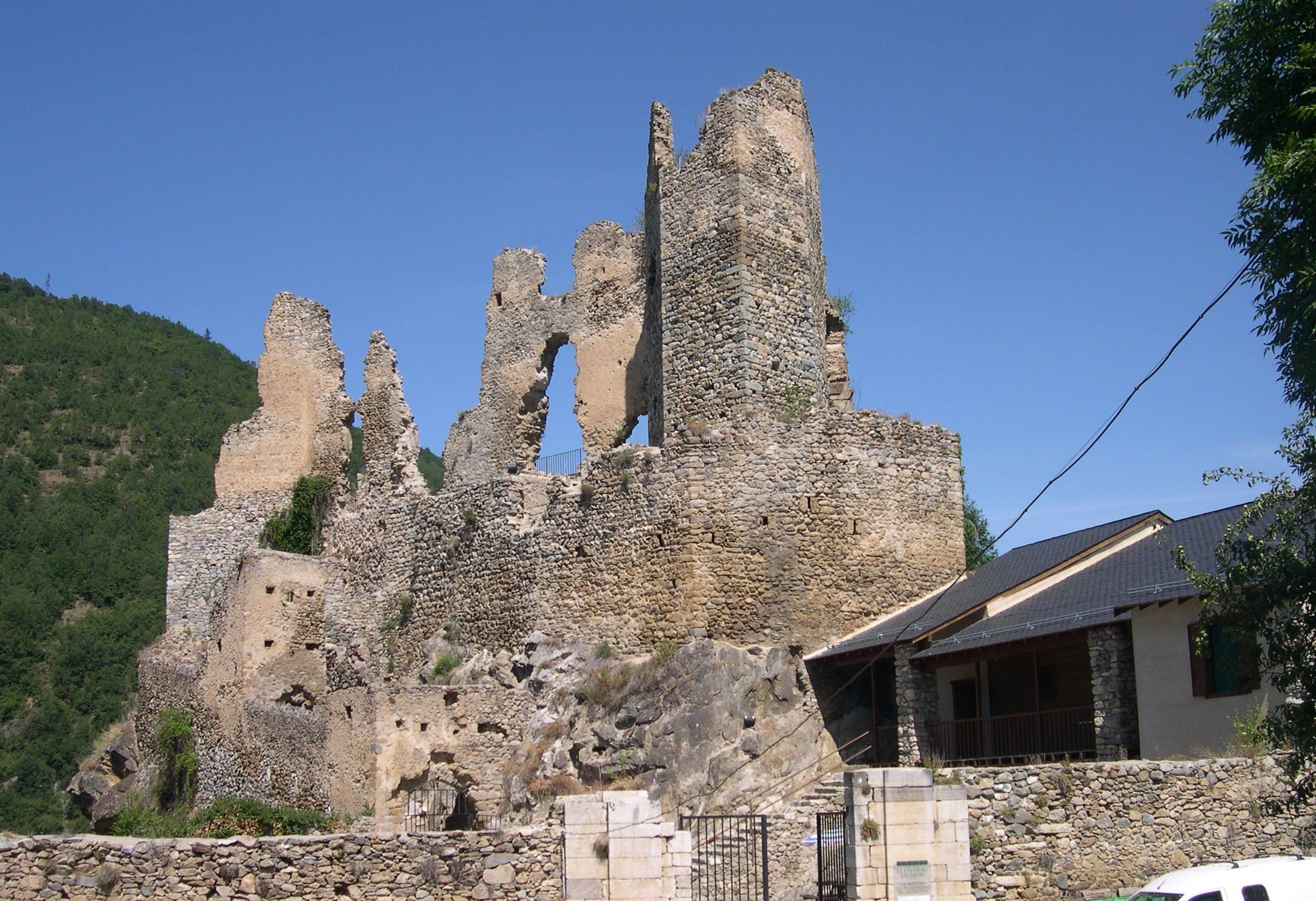
Le château en 2005.
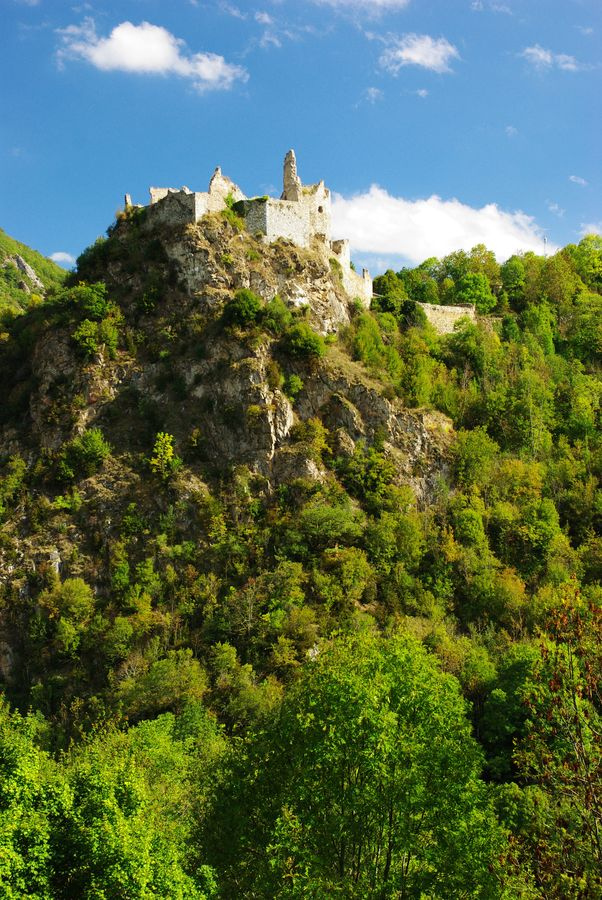
Le château sur son éperon.
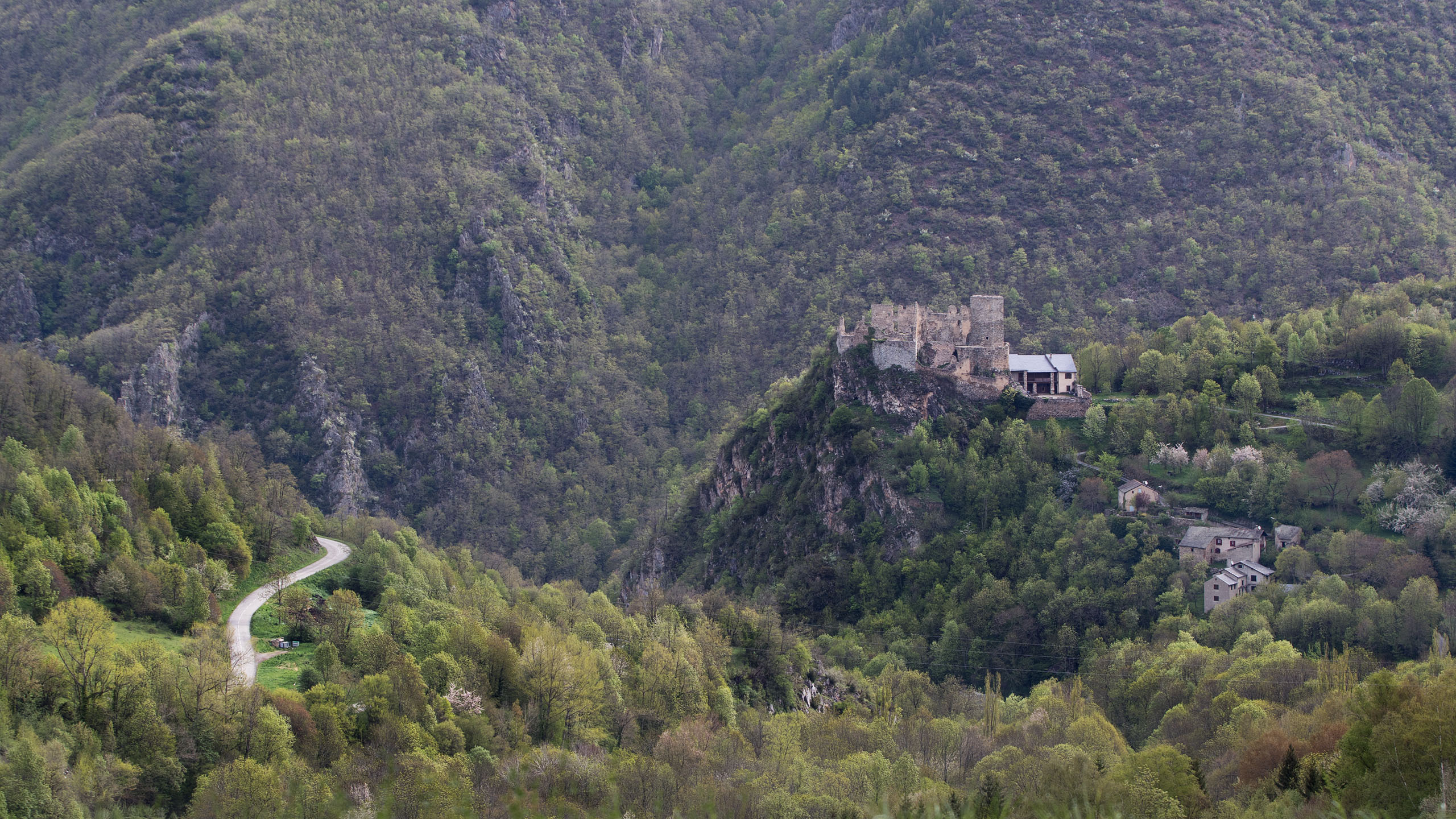
le château en 2018.
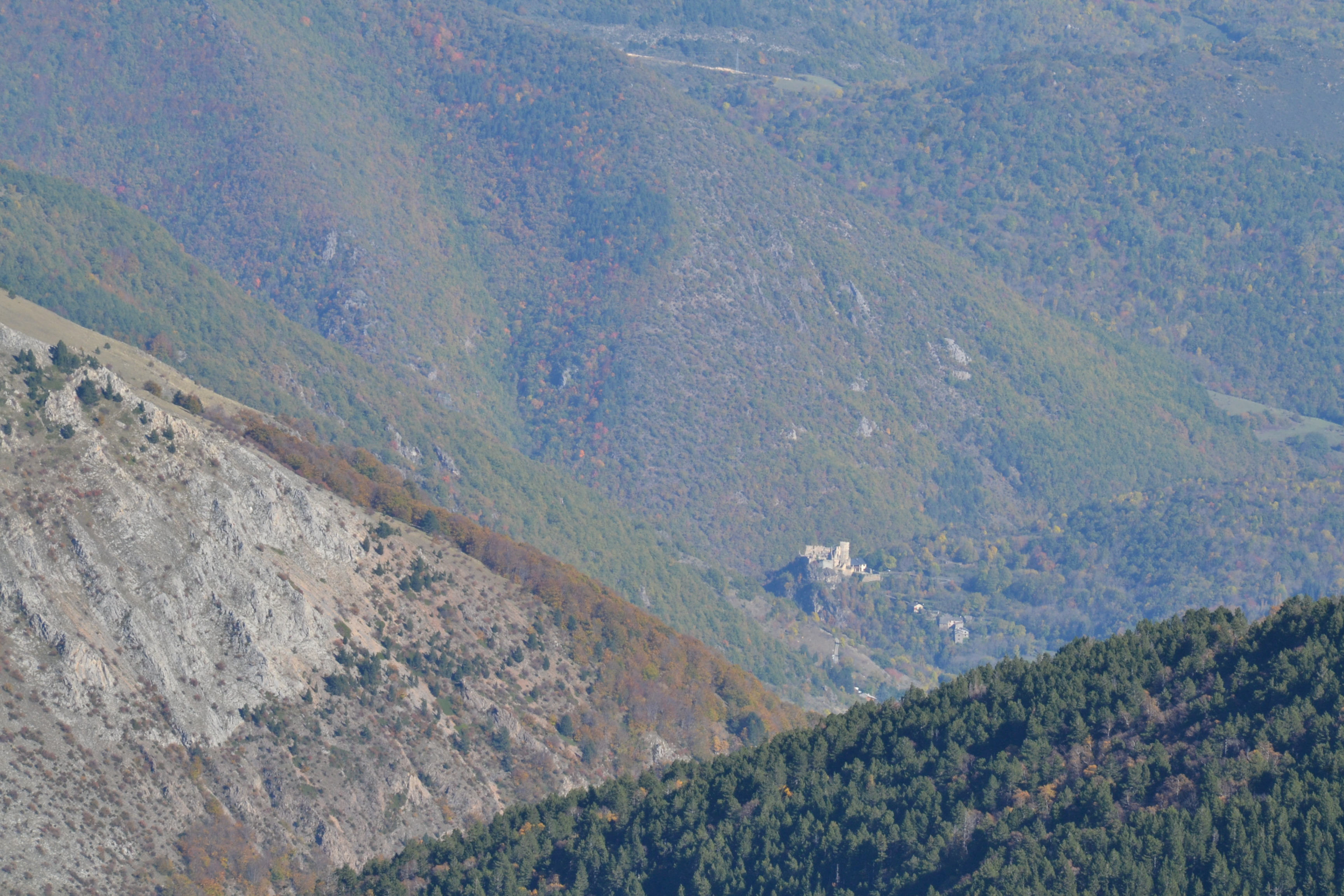
Le château vu depuis le pic de Tarbésou.
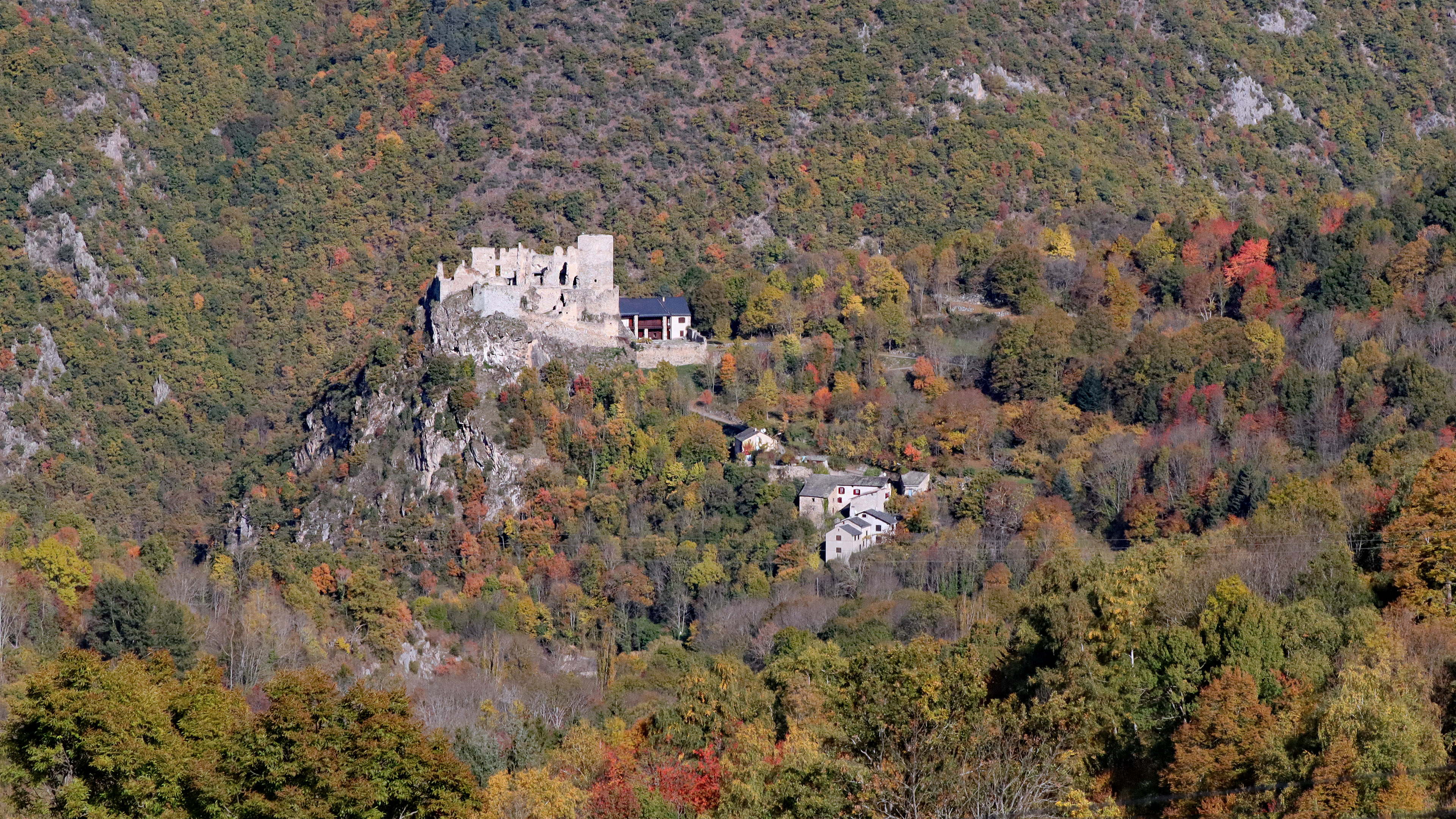
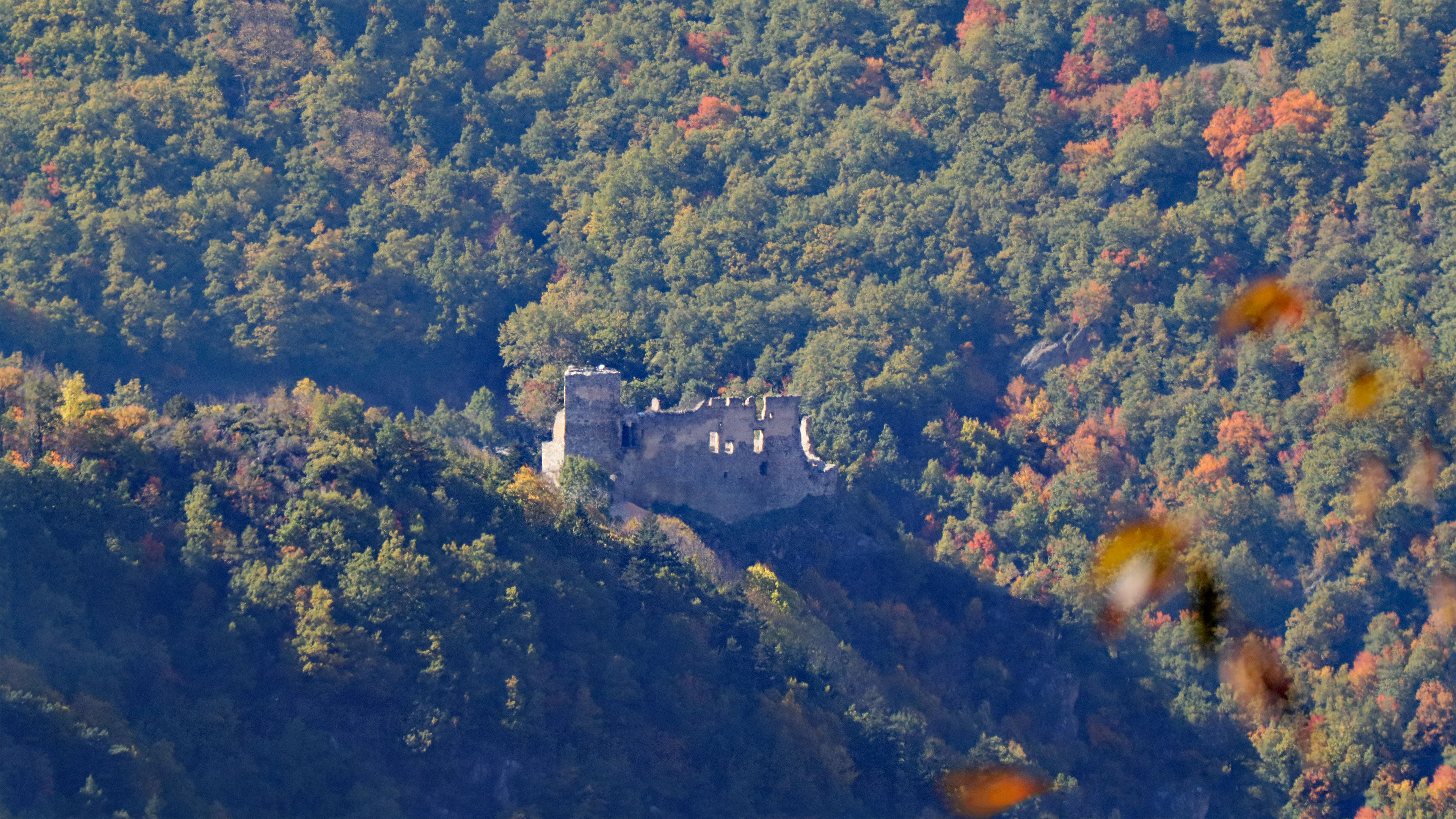
Flanc est de la forteresse dominant l'Aude.
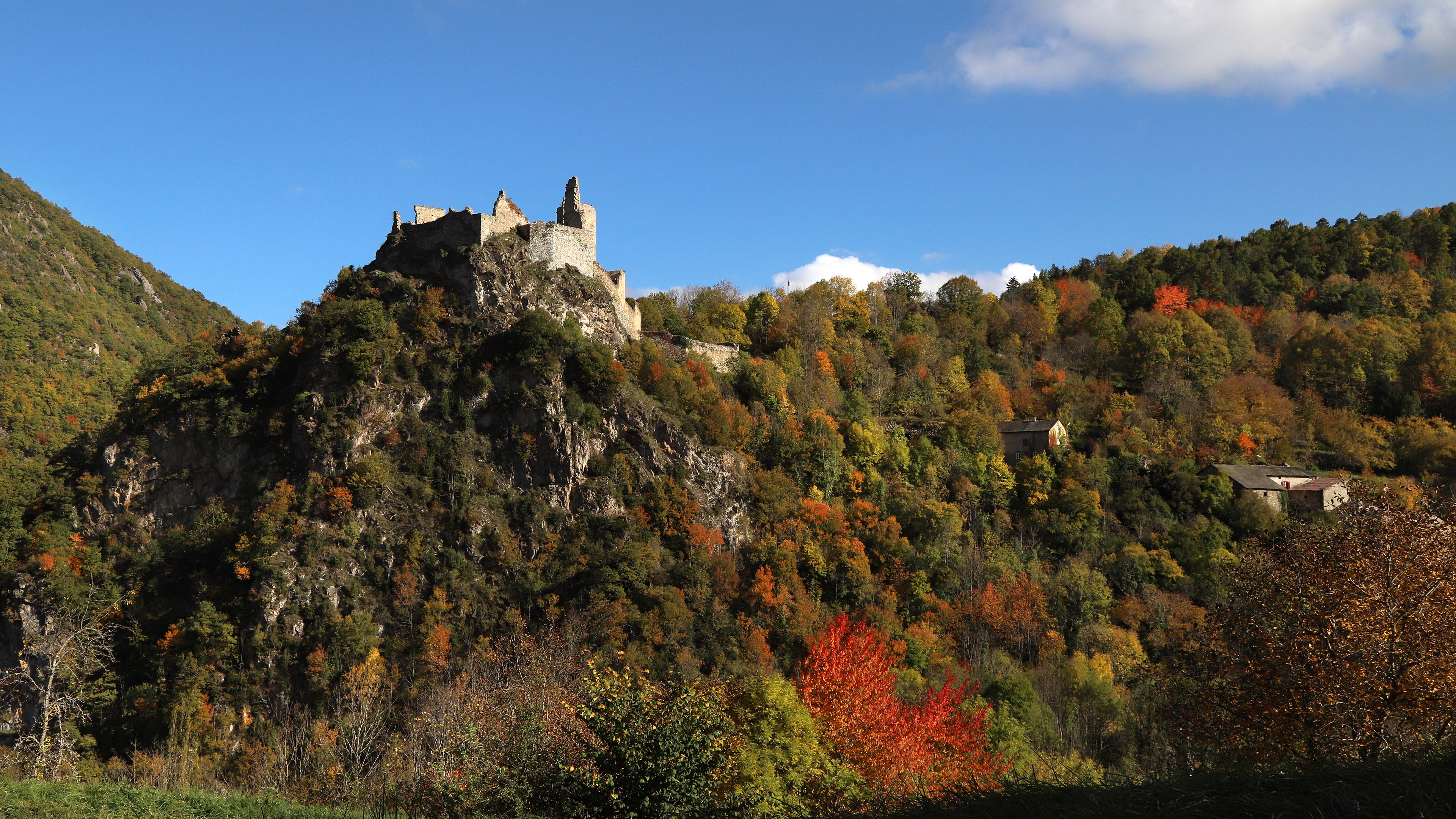
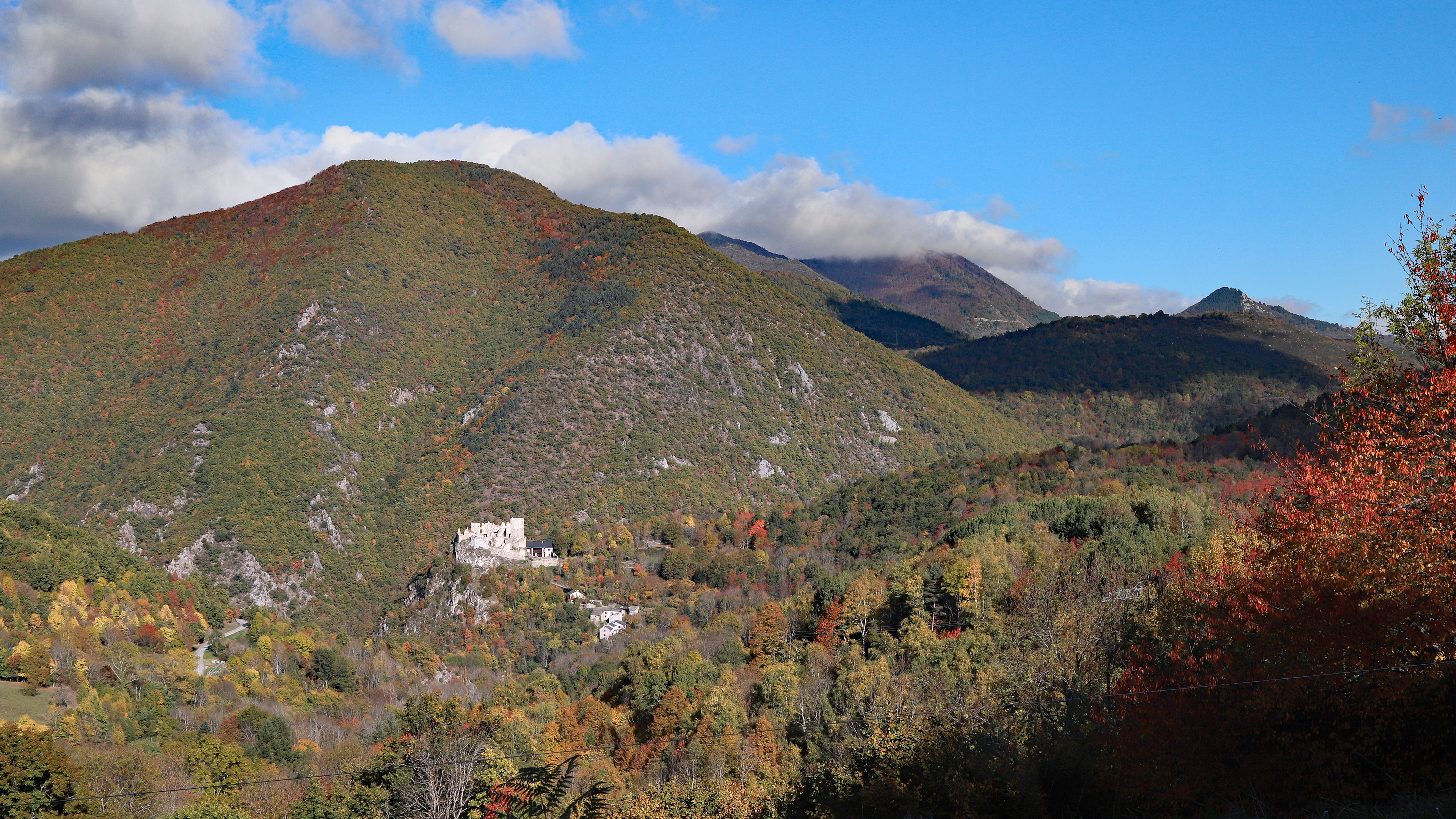